# 青龙山
青龙山，是南京市江宁区的丘陵，因“石坚而青”“重峦叠嶂”，与黄龙山呈二龙竞走状而得名，又称青山。长15千米，宽2千米，主峰海拔277米。有南京市青龙山精神病院。